# Die Verboten
Die Verboten is een Belgische band met krautrock-invloeden, opgericht door David en Stephen Dewaele van Soulwax, samen met Henry Smithson (AKA Riton) en zijn schoonbroer Fergus Purcell (AKA Fergadelic). Het project werd eind 2006 aangekondigd in het Belgische weekblad HUMO.
Op dinsdag 19 mei 2009 maakte FACT magazine details bekend van de eerste Die Verboten-release 'Live in Eivissa' EP. Het is een 18 minuten durende opname op 12" vinyl met 3D-piramide-artwork.
In een interview met Resident Advisor in 2012 praten David en Fergus over de toekomst van Die Verboten. David: "Je kunt verwachten dat de volgende release een dvd zal zijn (DieVerbotenDisc) die alles zal bevatten wat we tot nu toe hebben opgenomen - twee albums aan materiaal".

## Discografie
- Live in Eivissa EP (2009)
- Die Verboten '2007' (2015)